# 颜色革命

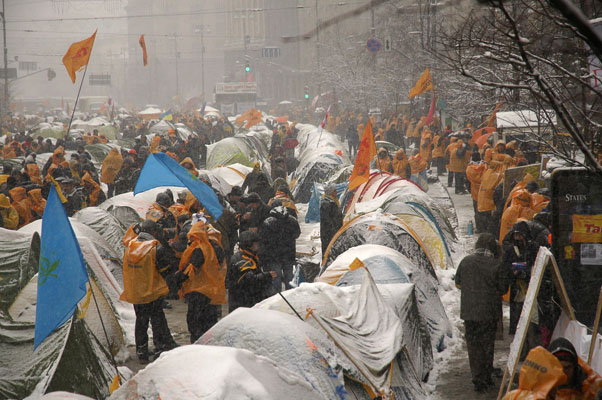
顏色革命的典型例子——烏克蘭橙色革命

「颜色革命」通常指2003年从格鲁吉亚“玫瑰革命”开始，在中亞和东欧等國家發生的一系列民主政治改革，這些國家在舉行全國選舉後，由於選舉不透明、選舉舞弊或其他政治事件而引起的人民大規模抗議運動，并大多实现了具有意义的政党轮替，並非全都屬於政治學上的革命。这是1980年代末90年代初东欧剧变之后民主改革的继续深化。
中华人民共和国、俄罗斯和越南等国則指控颜色革命是“美国等国干预他国政权更迭的手段”。

## 其他含义
而本條目所謂的「顏色」，是指2000年代以來以顏色或花卉命名的抗議運動，參與者也以該顏色或花卉為標誌。此外，亦有其他概念常与本条目所指相似，例如：
1. 革命黨人以顏色冠名一場革命，由來已久，尤以共產主義者為先驅。1917年由共產派系領導的俄國十月革命就稱為「紅色革命」[4]，1928年中國共產黨的黨大会號召「红色政权」帶領中國民主革命、民族革命。[5]
2. 1968年美国国际开发署把它對發展中國家的農業技术转让計劃命名為绿色革命並說：「（巴基斯坦、印度、土耳其、菲律賓的）农业產量进步已孕育一場新革命的雛型。这不是像苏联那样暴力的红色革命，也不是像伊朗国王那样的白色革命。我称之为绿色革命。”[6][7]

## 歷史
中国大陆驻外武官王海运认为，2000-2010年代的顏色革命大多發生在前苏联傳統勢力範圍的東歐和中亞（苏联在1991年解体，东欧剧变则以1989年6月4日在波兰大选中成立首个非共产党政权开始），俄羅斯政府認為此等革命的目的是壓縮俄國勢力範圍，並指責此等革命由美国煽動和資助。2010年代民粹主義興起，颜色革命特徵的抗議活動也開始出現在許多傳統上被認為是具備一定民主的國家，例如2021年美国国会大厦遭冲击事件有颜色革命的特徵。又如，專制政权被指利用自由國家網路開放的特性，大規模發起煽動言論，例如俄羅斯被指控對美國選舉實施操縱等。
21世紀以來，由于社群網路串聯全世界聲援，颜色革命的抗爭技巧日趨變化。2000年推翻南斯拉夫聯盟共和國總統米洛舍维奇的學生組織Otpor！，其成員成立教育機構非暴力行動與戰略應用中心輸出革命經驗。一些受指導的機構在格魯吉亞、烏克蘭、敘利亞占領的黎巴嫩、馬爾代夫和埃及成功革命，令執政政府下台。

## 特質
爱尔兰都柏林城市大学学者A.Polese & D.O Beachain (2011) 指出顏色革命的共有特質為：
- 政權在人民中沒有支持度，而只有人民「敢怒不敢言」的沉默（acquiescence）。
- 抗議陣營有廣大人民的認受性，舉凡街頭游行都有數以萬計人參與，這也是颜色革命區別於少數軍人軍事政變之處。
- 抗議陣營最初打算在選舉裡把執政政府擊敗以達成政黨輪替，但又估計執政政府會選舉舞弊以扭曲投票結果，所以抗議陣營在選民投票後馬上票站調查以統計較為真實的投票結果。
- 以非暴力抵抗包裝，以博取國際社會的關注和同情，亦能藉指控「執政政府的暴力驅趕」上位。

## 案例
有部分人認為下列是顏色革命：

### 1970年代
- 葡萄牙1974年的康乃馨革命。

### 1980年代
- 菲律賓1986年的黃色革命。
- 捷克斯洛伐克1989年的天鹅绒革命：又译丝绒革命。指東歐劇變时，没有经过大规模的暴力冲突就实现了政权更迭，如天鹅绒般平和柔滑，故得名。“天鹅绒革命”也成为非暴力的通过和平方式更迭政权的代名词。颜色革命基本上都是属于“天鹅绒革命”类型。

### 2000年代
- 南斯拉夫联盟共和国2000年的推土机革命：又稱黑色革命。
- 2003年的玫瑰革命：格鲁吉亚盛产玫瑰而得名。
- 乌克兰2004年的栗子花革命：又稱橙色革命，乌克兰首都基辅的市花是橙色的栗子花。2004年民眾抗議第二輪投票選舉舞弊，最終選舉重新舉行，並選出親歐盟的政府。
- 伊拉克2005年的紫色革命：伊拉克民众选举时，涂了紫色墨水按手印，故名。
- 黎巴嫩2005年的雪杉革命：雪杉为黎巴嫩国树。
- 白俄羅斯2006年的牛仔褲革命（英语：Jeans Revolution）。
- 2005年的郁金香革命：吉尔吉斯斯坦首都比什凱克的市花是黄色或柠檬色的迎春花，发生革命的时间正是迎春花开的季节，又稱黄色革命或檸檬革命。
- 的黃色革命：吉爾吉斯黃色革命後，哈薩克反對派效仿並以黃色為標誌。[15]
- 緬甸2007年反軍政府運動：又稱為番紅花革命或袈裟红革命。
- 摩尔多瓦2009年的葡萄革命。
- 伊朗2009年的绿色革命：前總理及2009年伊朗總統候選人米尔-侯赛因·穆萨维用绿色作为竞选颜色，因而示威群众大多身穿绿衣或者佩戴绿色得名。

### 2010年代
- 2010年吉爾吉斯革命。
- 阿拉伯國家的阿拉伯之春：除 突尼西亞外均未能成功，导致阿拉伯之冬。定義有爭議，因為這些獨裁政府不少本就是親美和親西方的政權，如 突尼西亞、 埃及、 葉門、 阿尔及利亚。
  -  突尼西亞2011年的茉莉花革命：2011年年初因為警方取締攤販不慎而意外爆發，因茉莉花為突尼西亞國花而得名，總統本阿里下台並流亡到沙特阿拉伯，之後對中東和北非地區產生影響亦稱為阿拉伯之春。
  -  埃及2011年的埃及革命。
- 中国大陆2011年的中国茉莉花革命：受此前突尼斯茉莉花革命启发。[16]
- 中華民國（臺灣）2014年的太陽花學運：被中国大陆媒體批評是一種顏色革命[17]。
- 北馬其頓2016年的多彩革命（英语：2016 Macedonian protests）。
- 亞美尼亞的2018年亞美尼亞示威。
- 香港2014年的雨傘革命和2019年反對修訂逃犯條例運動。[18]
- 委內瑞拉2019年的總統與議長地位危機。

### 2020年代
- 白俄羅斯2020年的拖鞋革命。
- 緬甸的2021年缅甸反军事政变示威[19]。
- 中国大陆的白紙革命：反對動態清零，同时反对習近平三度连任中共中央總書記[20][21]。香港保安局局長鄧炳強公開譴責這場白紙示威是顏色革命[22][23]，稱中國大陸的示威者要求領導人下台是社會不穩的徵兆及危害國家安全，警告香港市民切勿聲援，鄧又宣稱白紙抗議的示威者有高度組織性，符合顏色革命的定義[24]。

## 批評

### 俄罗斯
俄羅斯政府認為颜色革命是“專注於製造破壞穩定的美國和歐洲的新戰爭方法，以其他國家的革命作為一種以低成本和最小傷亡服務於其安全利益的手段”。俄羅斯政府官員，如國防部長谢尔盖·绍伊古和外交部長谢尔盖·拉夫罗夫將顏色革命描述為外部推動的行為，其明確目標是影響破壞俄羅斯的穩定，代表了一種新的戰爭形式。俄羅斯總統弗拉基米爾·普京曾表示，俄羅斯必須防止顏色革命：“我們看到了所謂顏色革命浪潮導致的悲慘後果。對我們來說，這是一個教訓和一個警告。我們應該做一切必要的，以便在俄羅斯不會發生類似的事情”。

### 中华人民共和国
中華人民共和國國務院新聞辦公室2015年政策白皮書《中國的軍事戰略》稱，“反華勢力從未放棄在我國煽動‘顏色革命’的企圖”。曾任统战部及宣传部部长的张西明认为，颜色革命是美国制造他国政权更迭、从而推广他国“美国化”、确保单极霸权无可动摇的重要工具。有中共中央外办领导、直属安全部的智库的研究员表示，“颜色革命”已逐渐成为威胁第三世界国家政权安全的最大动荡源，是西方大国为其利益操纵的，冠以“革命”之名、颠覆他国政权、制造“可控混乱”的政治武器。终将把“国家和民众带向灾难的深渊”。

## 相關作品
- 2014年香港亞洲電視，《颜色革命.十年反思》
- 《顏色革命》作者：吳非[34]